# Ascites (medisch)
Ascites (buikwaterzucht of waterbuik) is de medische term voor het aanwezig zijn van vocht in de peritoneale holte in de buik. Ascites geeft opzwelling van de buik en is altijd pathologisch. De ontstaanswijze van de twee vormen exsudatief en transsudatief is verschillend.

## Symptomen
Ascites laat een gezwollen buik zien. In een vergevorderd stadium zijn alle plooien in de buik verstreken, puilt de navel enigszins uit en staat de huid strak. Bij percussie, het kloppen of tikken tegen de buitenkant van het lichaam, kan men een zogenaamde 'shifting dullness' aantreffen. Dit wordt verklaard door het vocht in de buik enerzijds en de lucht en gassen in de darmen anderzijds. Gaat men in de flank percuteren, dan zit daar vocht. Als de patiënt op zijn zij gaat liggen en men percuteert wederom in de flank, dan merkt men dat er een wisselende tympanie te horen valt.

## Exsudatieve ascites
Bij exsudatieve ascites is het buikvocht eiwitrijk. De oorzaak is meestal kanker of ontstekingen. Bij de vrouw is eierstokkanker (ovariumcarcinoom) een belangrijke oorzaak. Alle ontstekingen binnen de buikvliezen (peritoneum) kunnen ascites veroorzaken.

## Transsudatieve ascites
Transsudatieve ascites is een ascites die niet eiwitrijk is. Dit beeld is passend bij portale hypertensie (t.g.v. levercirrose, non-cirrotische portale hypertensie, hartfalen, constrictieve pericarditis).

## Behandeling
De behandeling van ascites bestaat uit het wegnemen van de oorzaak. Als dit niet of niet goed mogelijk is kan de ascites gedraineerd worden door middel van het inbrengen van een drain. Vergelijkbare methodes zijn het plaatsen van een shunt om het vocht terug te laten stromen in de aders en het verwijderen van het vocht uit de buik met een naald (paracentese). Tevens kan men trachten diuretica (plaspillen) te geven om zodoende het evenwicht te herstellen.